# جاك مونتجومري
جاك مونتجومري (بالإنجليزية: Jack Montgomery)‏ هو ممثل بريطاني، ولد في 17 فبراير 1992 في المملكة المتحدة.

## وصلات خارجية
- جاك مونتجومري على موقع IMDb (الإنجليزية)
- جاك مونتجومري على موقع أول موفي (الإنجليزية)
- جاك مونتجومري على موقع قاعدة بيانات الفيلم (الإنجليزية)
- جاك مونتجومري على موقع كينوبويسك (الروسية)